# Acrossus igai
Acrossus igai är en skalbaggsart som beskrevs av Takeshiko Nakane 1956. Acrossus igai ingår i släktet Acrossus och familjen Aphodiidae.

## Underarter
Arten delas in i följande underarter:
- A. i. sakuraii
- A. i. pseudoigai
- A. i. tsurugianus